# Megachile albocristata
Megachile albocristata är en biart som beskrevs av Smith 1853. Megachile albocristata ingår i släktet tapetserarbin, och familjen buksamlarbin. Inga underarter finns listade i Catalogue of Life.